# Troy Dumais
Troy Dumais, né le 21 janvier 1980 à Ventura (Californie), est un plongeur américain.

## Carrière
Aux Jeux olympiques d'été de 2012, Troy Dumais est médaillé de bronze du tremplin à 3 mètres synchronisé avec Kristian Ipsen.